# Телефонный план нумерации Республики Абхазия

## Общая информация
15 ноября 2009 Абхазия перешла на выделенные ей Россией телефонные коды в 7-й всемирной зоне нумерации. Все станции фиксированной связи уже заменены на цифровые, используется семизначная телефонная нумерация. Однако «старые» грузинские коды (начинающиеся с +995) работали параллельно с новыми до 1 января 2010.
Переход был осуществлен в соответствии с Приказом № 40/09 от 05.10.2009 г. Управления правительственной информации и средств массовых коммуникаций при Президенте РА «О введении в сетях связи общего пользования и сетях подвижной связи Республики Абхазия нового географического кода ABC и нового кода DEF и изменении плана нумерации Единой сети электросвязи Республики Абхазия».

## История
До 1992 г. у Абхазии была единая с Россией система телефонной нумерации и осуществлялась прямая телефонная связь. Однако, с апреля 1996 года министерством связи Российской Федерации была ограничена международная телефонная связь Абхазии. Из 151 входящих и 182 исходящих телефонных каналов, действовавших до апреля 1996 года, оставлены лишь 16 исходящих и 24 входящих. 15 февраля 1997 года в Тбилиси между министерством связи РФ и Грузии было подписано соглашение, предусматривавшее изменение схемы связи Абхазии с внешним миром и переключение каналов на Грузию. Тогда это соглашение вызвало протест в Абхазии, руководство которой обвинило Грузию и Россию в нарушении ранее подписанного Соглашения, согласно которому предусматривалось восстановление схемы организации связи, существовавшей до 1992 года.
Национальная коммуникационная комиссия Грузии присвоила Абхазии новый внутренний республиканский географический код телефонной нумерации «44». Для звонка в Абхазию из других стран необходимо было набрать международный код Грузии «+995», затем «44» и далее — код города (например, Сухум — «2», Гагра — «3», Гудаута — «4», Очамчыра — «5», Ткуарчал — «6»). Данное изменение было осуществлено в соответствии с правилами Международного союза электросвязи в рамках общего перехода стран членов СНГ (использовавших ранее советскую систему телефонных кодов) на новые коды.
После признания Россией независимости Республики Абхазия Россией и Абхазией 28 сентября 2009 года был подписан Меморандум о сотрудничестве в области связи. По условиям этого меморандума Абхазия получила территориальный телефонный код 7-й всемирной зоны нумерации, то есть, по Российской системе и плану нумерации.
Меморандум также предполагает содействие российской стороны Абхазии в организации системы радиоконтроля, создании в Абхазии образовательного учреждения для подготовки специалистов в области телекоммуникаций и связи. Россия готова представлять интересы Абхазии в соответствующих международных организациях. Теперь для оператора фиксированной связи определён географический код АВС — 840, для операторов сотовой связи предполагается использование кода DEF — 940. Однако отличием нынешней схемы связи между РФ и Абхазией от той, что действовала до 1992 года, является то, что при звонке из России в Абхазию и обратно следует использовать правила набора номера для выхода на международную связь. Также тарифы на звонки на стационарные телефонные номера Абхазии приравниваются к тарифам на звонки в Грузию.

## Коды районов Абхазии
| Старый код (1996—2009) | Новый код (с 2009) | Район                   |
| ---------------------- | ------------------ | ----------------------- |
| +995 4422              | +7 84022           | Сухум и Сухумский район |
| +995 4432              | +7 84023           | Гагрский район          |
| +995 4442              | +7 84024           | Гудаутский район        |
| +995 4452              | +7 84025           | Очамчирский район       |
| +995 4462              | +7 84026           | Ткуарчалский район      |
| +995 4472              | +7 84027           | Галский район           |
| +995 4482              | +7 84028           | Гулрыпшиский район      |

## Коды мобильных операторов
| Старый код (1996—2009) | Новый код (с 2009) | Оператор |
| ---------------------- | ------------------ | -------- |
| неизвестно             | +7 9407            | А-Мобайл |
| +995 544               | +7 9409            | Aquafon  |